# Boliscus
Boliscus Thorell, 1891 è un genere di ragni appartenente alla famiglia Thomisidae.

## Distribuzione
Le tre specie note di questo genere sono diffuse in Asia orientale e sudorientale, prevalentemente nella regione indocinese

## Tassonomia
Non sono stati esaminati esemplari di questo genere dal 2014.
A giugno 2014, si compone di tre specie:
- Boliscus decipiens O. P.-Cambridge, 1899 — Sri Lanka
- Boliscus duricorius (Simon, 1880) — Nuova Caledonia
- Boliscus tuberculatus (Simon, 1886)[2] — dalla Birmania al Giappone, Cina

### Sinonimi
- Boliscus segnis Thorell, 1891; posta in sinonimia con Boliscus tuberculatus (Simon, 1886) a seguito di un lavoro dell'aracnologo Ono del 1984[1].